# Oberperfuss
Oberperfuss è un comune austriaco di 2 984 abitanti nel distretto di Innsbruck-Land, in Tirolo.
Durante la Seconda guerra mondiale il paese diede ospitalità a tre membri dei servizi segreti statunitensi (OSS) facenti parte dell'operazione Greenup. Stazione sciistica, ha ospitato tra l'altro i Campionati mondiali di slittino su pista naturale 1996.